# Guy Gabay
Pour les articles homonymes, voir Gabay (homonymie).
Guy Gabay est un coureur cycliste israélien, né le 18 juillet 1993.

## Palmarès sur route
- 2011
  -  Champion d'Israël sur route juniors
  - 2e du championnat d'Israël du contre-la-montre juniors
- 2012
  - 2e du championnat d'Israël du contre-la-montre
- 2013
  - Israel Season Opener
  - Hets Hatsafon
  - 2eb étape du Tour d'Arad (contre-la-montre par équipes)
  - 2e du championnat d'Israël sur route
  -  Médaillé de bronze de la course en ligne aux Maccabiades
- 2014
  - Eye Road Race
  - 2eb étape du Tour d'Arad (contre-la-montre par équipes)
- 2015
  - 2eb étape du Tour d'Arad (contre-la-montre par équipes)
  - 2e du championnat d'Israël sur route
  - 2e du championnat d'Israël sur route espoirs
  - 3e du championnat d'Israël du contre-la-montre espoirs
- 2016
  - 1re étape du Tour d'Arad
  - 1re étape de l'Apple Race
  - Hets Hatsafon

## Classements mondiaux
| Année           | 2012   | 2013 | 2014 | 2015 | 2016 | 2017   |
| --------------- | ------ | ---- | ---- | ---- | ---- | ------ |
| UCI Europe Tour | 1 013e | 453e |      | 467e | 652e | 1 214e |